# TT373
TT373 (Theban Tomb 373) è la sigla che identifica una delle Tombe dei Nobili ubicate nell'area della cosiddetta Necropoli Tebana, sulla sponda occidentale del Nilo dinanzi alla città di Luxor, in Egitto. Destinata a sepolture di nobili e funzionari connessi alle case regnanti, specie del Nuovo Regno, l'area venne sfruttata, come necropoli, fin dall'Antico Regno e, successivamente, sino al periodo Saitico (con la XXVI dinastia) e Tolemaico.

## Titolare
TT373 era la tomba di:
| Titolare  | Titolo                                         | Necropoli | Dinastia/Periodo | Note |
| --------- | ---------------------------------------------- | --------- | ---------------- | ---- |
| Amenmesse | Scriba dell'altare del Signore delle Due Terre | El-Khokha | XIX -XX dinastia |      |

## Biografia
Unica notizia biografica ricavabile, il nome del padre Iny.

## La tomba
Planimetricamente la TT373 si sviluppa con una sala trasversale da cui si accede a una sala colonnata di forma rettangolare. Un corridoio, sulle cui pareti (1 in planimetria) è rappresentato il defunto in adorazione con inni sacri e barche del dio Ra, immette nella sala trasversale. Sulle pareti: su tre registri sovrapposti (2) il defunto (?) in adorazione di simboli di divinità; scene della processione funeraria con portatori di offerte alla mummia e il defunto in adorazione dei quattro Figli di Horo. Sul lato corto a sud (3) in alto il defunto prostrato in adorazione della barca di Amon-Ra-Ra-Horakhti-Atum; nei tre registri inferiori: il defunto (?) dinanzi a Osiride, il defunto che reca abiti per Osiride e, in due scene Nefertem (?), non meglio indicato, e il defunto in adorazione di uno scrigno. Poco oltre (4) il defunto con una tavola per offerte; due file di divinità (?) in alto con testi sottostanti (5) e, su altra parete (6), in tre registri, brani del Libro delle Porte, il dio Osiride e lunghi testi, il defunto in adorazione di divinità e il defunto vestito come prete dinanzi ad altre divinità. Sul lato corto a nord (7) in tre registri, il defunto dinanzi a divinità non meglio identificabili; poco oltre (8), su tre registri la barca di Sokar, il defunto e il defunto accompagnato da Anubi. Sulla stessa parete, in una nicchia (9), due statue (non noti i personaggi rappresentati) e testi dedicatori; poco oltre (10), su due registri, il defunto dinanzi a Osiride e a una dea e il defunto assiso con uno scettro circondato da aiutanti. In un secondo corridoio (11) sono riportati brani di testi dedicatori; questo immette in una sala con quattro pilastri:
- A e C (a): il defunto adora cinque divinità della necropoli;
- B (a): il defunto adora Ra-Horakhti;
- C (a): il defunto adora Osiride.

Sulle pareti: elenchi di festività (12-13); sulle pareti che fiancheggiano l'accesso a una camera più interna che funge da cappella (14-15), su cinque registri, preti che officiano riti sulla mummia, con testi sacri; nella cappella (16) la dea dell'Occidente (Mertseger) e alcune altre divinità femminili; tracce di testi e il defunto seduto.

### Annotazioni
1. ↑  La numerazione dei locali e delle pareti segue quella di Porter e Moss 1927, p. 428.
2. ↑  La prima numerazione delle tombe, dalla numero 1 alla 252, risale al 1913 con l'edizione del "Topographical Catalogue of the Private Tombs of Thebes" di Alan Gardiner e Arthur Weigall. Le tombe erano numerate in ordine di scoperta e non geografico; ugualmente in ordine cronologico di scoperta sono le tombe dalla 253 in poi.
3. ↑  I campi della Duat, ovvero l'aldilà egizio, si trovavano, secondo le credenze, proprio sulla riva occidentale del grande fiume.
4. ↑  Nella sua epoca di utilizzo, l'area era nota come "Quella di fronte al suo Signore" (con riferimento alla riva orientale, dove si trovavano le strutture dei Palazzi di residenza dei re e i templi dei principali dei) o, più semplicemente, "Occidente di Tebe".
5. ↑  le Tombe dei Nobili, benché raggruppate in un'unica area, sono di fatto distribuite su più necropoli distinte.
6. ↑  Le note, sovente di inquadramento topografico della tomba, sono tratte, fino alla TT252, dal "Topographical Catalogue" di Gardiner e Weigall, ed. 1913 e fanno perciò riferimento alla situazione dell'epoca.

### Fonti
1. ↑  Gardiner e Weigall 1913.
2. ↑  Donadoni 1999,  p. 115.
3. ↑  Porter e Moss 1927, p. 433.
4. ↑  Porter e Moss 1927,  p. 433.
5. ↑  Porter e Moss 1927,  pp. 433-434.